# Emil Odebrecht

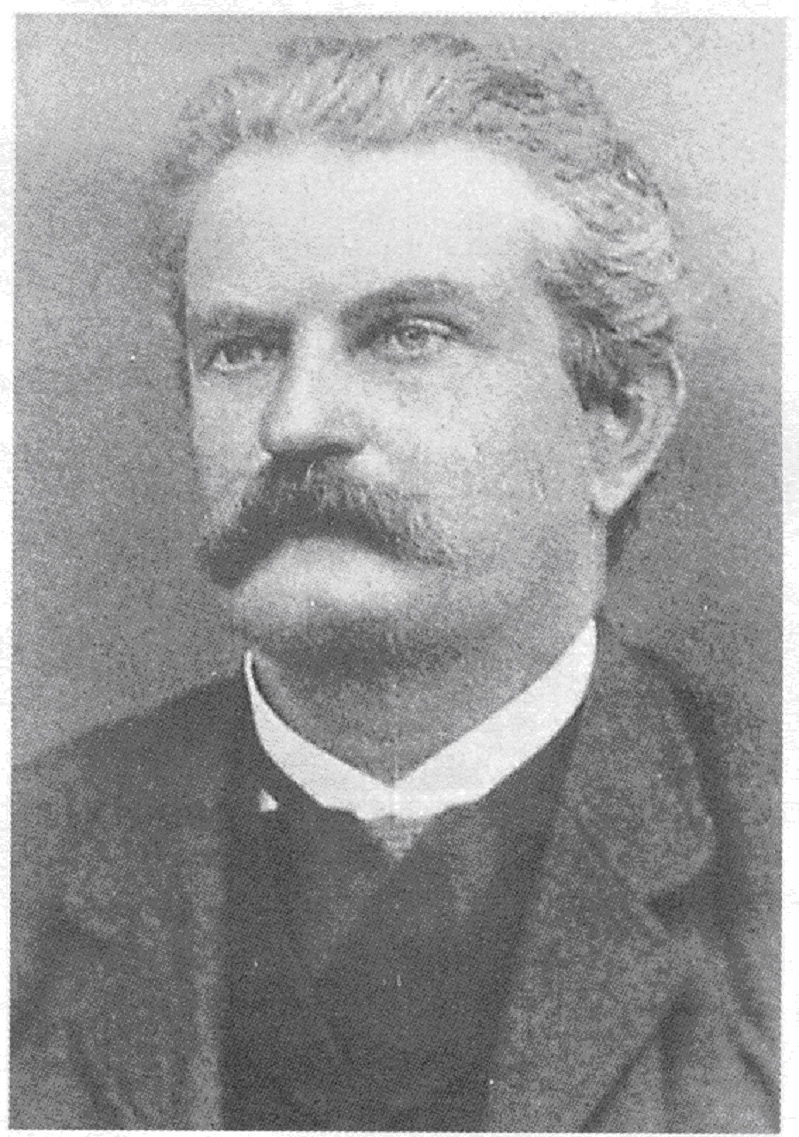
Emil Odebrecht

Emil Odebrecht (* 29. März 1835 in Jacobshagen, Pommern; † 6. Januar 1912 in Blumenau, Brasilien) war ein deutscher geodätischer Ingenieur und Kartograf.

## Leben
Im Jahre 1856 wanderte der junge Student der Universität Greifswald Emil Odebrecht mit seinen Studienfreunden Heinrich Kreplin und Gustav Mellenthin nach Brasilien aus. Er ließ sich in der deutschen Kolonie Blumenau im brasilianischen Bundesstaat Santa Catarina, südlich von São Paulo, nieder. Dort lernte er den aus Hessen stammenden Apotheker Hermann Blumenau kennen. Er war Gründer der deutschen Kolonisation in Santa Catarina und riet Emil Odebrecht, nach Greifswald zurückzukehren, um seine Studien abzuschließen. Nach seiner Rückkehr nach Südamerika wurde er zu einem Pionier der deutschen Einwanderung in Santa Catarina und in Paraná. Als Vorfahre des brasilianischen Firmengründers Norberto Odebrecht, der knapp hundert Jahre später, 1944, in Salvador da Bahia eines der größten Bauunternehmen weltweit gründen sollte, wurde Emil Odebrecht in ganz Brasilien berühmt.
Zunächst betätigte er sich im Straßenbau und bei der Festlegung von Grundstücken im Itajaítal. 1883 „entdeckte“ Emil Odebrecht die Iguazú-Wasserfälle im Dreiländereck Paraguay-Argentinien-Brasilien. Die gigantischen Wasserfälle spielen heute eine wichtige Rolle bei der Stromerzeugung Brasiliens. Die Eisenbahnverbindung von Rio de Janeiro nach Porto Alegre sowie Telegraphenlinien in Santa Catarina und Paraná hat er maßgeblich mit erschaffen.

## Familie

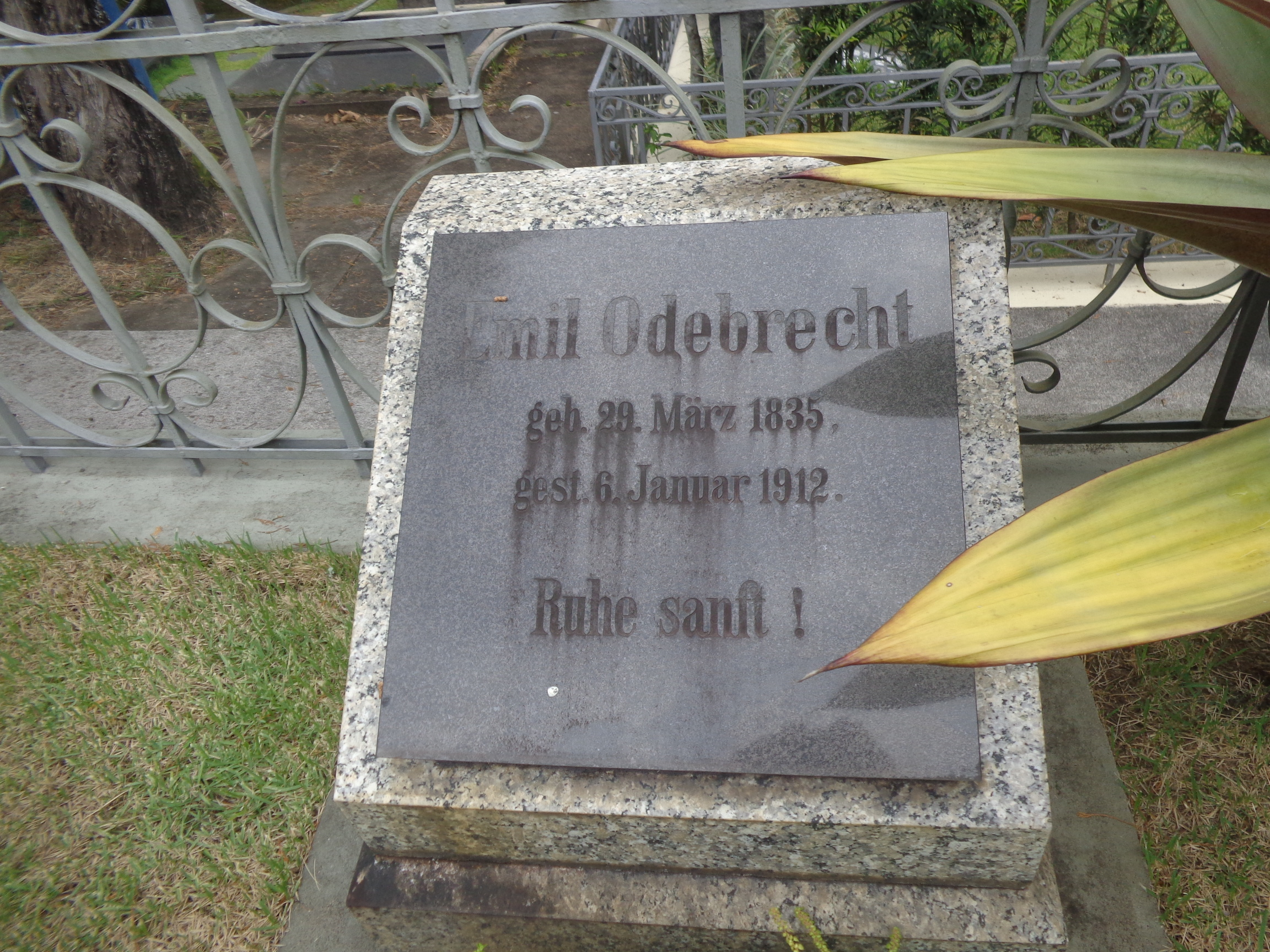
Grabstätte, Evangelischer Zentrumsfriedhof Blumenau

Emil Odebrecht war ein Sohn des Anklamer Kreisgerichtsrats August Odebrecht (1803–1877). Am 10. Februar 1864 heiratete er Bertha Bichels und sie hatten zusammen 15 Kinder. Aus dieser Nachkommenschaft gibt es heute über 1300 Personen gleichen Namens in Brasilien. Bis in die heutige Zeit gibt es regelmäßige Sippschaftstreffen der Odebrechts. Viele dieser Nachkommen spielen auch heute in der brasilianischen Wirtschaft eine wichtige Rolle.

## Wirtschaftlicher Erfolg der Nachkommen und Gründung der Odebrecht-Firmengruppe
Entscheidend für den wirtschaftlichen Erfolg der Odebrechts war ihr Umzug 1918 von Blumenau in den unterentwickelten Nordosten nach Salvador da Bahia, einstige Kolonialhauptstadt. Hier gründete Emílio Odebrecht jr. (1894–1962), ein Enkel Emil Odebrechts des Auswanderers, eine Baufirma und führte die Stahlbetontechnik ein – ein entscheidender Schritt für eine Weiterentwicklung Brasiliens im modernen Brücken-, Städte- und Wohnungsbau.
Ein Sohn des Firmengründers Emílio und Urenkel von Pionier Emil Odebrecht, Norberto Odebrecht (1920–2014), gründete 1944 die derzeitige Odebrecht-Firmengruppe mit Sitz in Salvador da Bahia.